# Heinrich Kodré
Heinrich Kodré (* 8. August 1899 in Wien; † 22. Mai 1977 in Linz)
war ein österreichischer Offizier, Ritterkreuzträger und Widerstandskämpfer. Als Chef des Generalstabes im Wehrkreis XVII, Wien, löste er unter massiver Überschreitung seiner Kompetenzen am 20. Juli 1944 das „Unternehmen Walküre“ aus, was strikt dem jeweiligen Befehlshaber im Wehrkreis vorbehalten war, aber keineswegs ein Recht der Stabschefs. Gemeinsam mit Hauptmann Carl Szokoll und Oberst Rudolf Graf von Marogna-Redwitz führte er „Walküre“ anschließend auch erfolgreich durch, was sonst nur in Paris gelang.

## Leben
Heinrich Kodré wurde 1899 als Sohn von Richard Kodré und dessen französischer Frau Henriette Crochet geboren.
Sein Vater stammte aus Triest und war Abteilungsvorstand in der Kaiser-Ferdinands-Nordbahn.

### Schulbildung
Nach der Volksschule besuchte er das Akademische Gymnasium in Wien. Schon in der Unterstufe hatte er den Wunsch, Offizier zu werden. Sein Vater wurde kurz vor Kriegsbeginn nach Olmütz versetzt; bis zur sechsten Klasse besuchte Heinrich Kodré das dortige Gymnasium. Nachdem er mit einem Stein das Fenster seines Direktors eingeschossen hatte, musste er in das Gymnasium in Mährisch Schönberg wechseln. Sein Vater schickte ihn danach in die Militäroberrealschule in Mährisch Weißkirchen, da er eine strengere Erziehung für angebracht hielt. Im Herbst 1917 wurde er an die Infanterieabteilung der Theresianischen Militärakademie in Wiener Neustadt versetzt. Während des Besuchs der Militärakademie setzte er seine Gymnasialstudien außerhalb des Dienstes fort und legte während des Sommerurlaubs 1918 die Matura ab. Durch das Kriegsende konnte Kodré seinen Wunsch, Berufsoffizier zu werden, vorerst nicht realisieren.

### Bei den Freikorps – Jusstudium
Kodré war es egal, ob er in Österreich oder in Deutschland den Offiziersberuf ergreifen könne. Im Frühjahr 1919 ließ er sich in Wien für eine aus Freikorps bestehende Armee anwerben, weil ihm von den Werbern versprochen wurde, später in Deutschland Berufsoffizier werden zu können. „Die Zielsetzung dieses Unternehmens war mir völlig unklar (und auch sehr gleichgültig)“ schrieb er 1971 darüber.
Der Feldzug im Baltikum endete mit der Niederlage der Freikorps. Kodré wurde im Sommer 1920 nicht in die Reichswehr übernommen, sondern wegen seiner österreichischen Staatsbürgerschaft mit dem Dienstgrad Fahnenjunker-Vicefeldwebel entlassen.
Nun begann Kodré auf Drängen seines Vaters ein Jus-Studium in Graz, das er auch abschloss. Er hatte jedoch nicht die Absicht, als Jurist zu arbeiten.

### Militärlaufbahn in Österreich
Im April 1924 trat Kodré in das Bundesheer ein. Nach Absolvierung des 2. und 3. Jahrgangs der Offiziersschule in Enns wurde er im August 1927 mit 28 Jahren zum Fähnrich ernannt. Dennoch war die Aufnahme lediglich in die Offiziersschule insofern eine Benachteiligung, als ihre Absolventen nur den Dienstgrad Hauptmann erreichen konnten und Kodré als Vollmaturant und Absolvent eines Jusstudiums nicht an die Offiziersakademie zugelassen wurde. Er wurde zum Jägerbataillon 1 in Eisenstadt eingeteilt und am 1. April 1929 zum Leutnant befördert.
Nun stand dem bislang „unpolitischen“ Offizier im Bundesheer des Ständestaats unter dem Heeresminister Carl Vaugoin eine sehr schwierige Laufbahn bevor. Er schrieb 1971 über diese Zeit: „Ich habe in meiner, von keinem politischen System wesentlich beeinflussten Vorstellung von meinem Beruf als Offizier diese politischen Aktionen abgelehnt und mich geweigert, irgendeiner politischen Gewerkschaft beizutreten. Die Folge waren Verfolgungen, Strafversetzungen und schließlich disziplinäre Maßregelungen.“
Kodré trat 1935 der damals illegalen NSDAP bei, am 4. Juni 1938 beantragte er dann die offizielle Aufnahme in die Partei und wurde rückwirkend zum 1. Mai desselben Jahres aufgenommen (Mitgliedsnummer 6.154.356).
Schon im Oktober 1936 wurde er in den „Operativen Kurs“ der „Höheren Offizierskurse“ in Wien aufgenommen.
Unter seinen Kurskollegen, die durchwegs rund zehn Jahre jünger als Kodré waren, befanden sich neben Robert Bernardis zahlreiche Offiziere, die im Bundesheer der Zweiten Republik eine wesentliche Rolle spielen sollten, darunter Erwin Fussenegger, August Rüling, Paul Lube, Leo Waldmüller und Werner Vogl.

### Kriegsakademie der Wehrmacht
Nach dem Anschluss Österreichs an das Deutsche Reich wurde Kodré in die deutsche Wehrmacht übernommen. Die obligatorische „Umschulung“ absolvierte er in Landshut, am 1. Juni 1938 wurde er dort zum Hauptmann befördert.
Am 1. Juli 1938 wurde er an die Kriegsakademie in Berlin überstellt und absolvierte dort die Generalstabsausbildung.

### Kriegseinsatz – Auszeichnung mit dem Ritterkreuz
Der erste Einsatz Kodrés im Zweiten Weltkrieg war beim Kommando der Grenztruppen Eifel als Quartiermeister. Im April 1940 wurde er in den Generalstab übernommen. Nach dem Waffenstillstand mit Frankreich wurde er mit der Organisation einer Nachschubbasis für die Invasion Englands betraut.
Kodré wollte nicht im Versorgungsdienst bleiben und suchte um Versetzung an. „Zur Erprobung im Truppendienst“ wurde er als Bataillonskommandeur dem Infanterieregiment 123 der 50. Division zugeteilt. Nach der Eroberung des Forts „Hellas“ der „Metaxas-Linie“ am 7. April 1941 wurde Kodré mit dem Ritterkreuz ausgezeichnet und für eine Verwendung im Generalstab vorgeschlagen. Aber erst nach seiner Genesung von der am 12. Juli 1941 in Bessarabien erlittenen Verwundung wurde er versetzt.
Anschließend war Kodré ab 15. März 1942 Erster Generalstabsoffizier (Ia) der 305. Infanterie-Division des LI. Armeekorps. Der Dritte Generalstabsoffizier dieses Korps (Ic) war zu diesem Zeitpunkt sein Freund Robert Bernardis. Der Auftrag hieß: Vormarsch von Charkow bis Stalingrad. Beim Kampf um die Stalingrader Geschützfabrik „Rote Barrikaden“ wurde Kodré erneut schwer verwundet; da Ritterkreuzträger nicht in Feindeshand fallen sollten, wurde er am 21. November 1942 aus Stalingrad ausgeflogen.

### In Wien
Nach der Genesung von der zweiten Verwundung wurde Kodré am 17. Jänner 1943 zum Stellvertretenden Generalkommando des XVII. Armeekorps nach Wien versetzt. Am 26. Februar 1943 wurde er Chef des Stabes im Wiener Wehrkreis XVII. Am 20. April 1943 erhielt er die Beförderung zum Oberst im Generalstab.

### Beteiligung an Walküre
Wie Carl Szokoll berichtete, fuhr Robert Bernardis ab Februar 1944 regelmäßig nach Wien und besuchte seinen persönlichen Freund Heinrich Kodré. Somit hatte Bernardis im Wiener Wehrkreis die für den Umsturzversuch notwendigen Vertrauensleute.
Der Kommandeur des Wehrkreises, General der Infanterie Schubert, ging im Sommer 1944 auf Kur. Als Vertretung wurde durch das Allgemeine Heeresamt in Berlin der General der Panzertruppe Hans-Karl Freiherr von Esebeck nach Wien geschickt. Esebeck und Stauffenberg kannten sich von ihrer Stationierung in Wuppertal und vom gemeinsamen Einsatz in Polen.
Am 20. Juli 1944 gegen 18:20 Uhr, also lange nach Dienstschluss, ging das erste Fernschreiben mit dem Befehl zur Auslösung der Walküre-Maßnahmen im Wehrkreiskommando ein. Kodré, der bezeichnenderweise noch immer Dienst verrichtete und auch schon die Rundfunknachricht über das Attentat auf Adolf Hitler gehört hatte, fiel auf, dass es vom längst pensionierten Generalfeldmarschall Erwin von Witzleben unterzeichnet war und nicht durch den Befehlshaber des Ersatzheeres, General Friedrich Fromm. Dieser weigerte sich nämlich in Berlin, ebenso wie der dortige Wehrkreiskommandeur General Joachim von Kortzfleisch, standhaft, die Befehle zu unterfertigen.
In Wehrmachtkreisen sei allerdings bekannt gewesen, dass Witzleben längst außer Dienst gestellt war, er habe sich darüber aber keine weiteren Gedanken gemacht, betonte Kodré und weist dabei aber ausdrücklich auf seine Mitwisserschaft an den Walküre-Planungen hin, wenn er feststellt:
„Als ich die Fernschreiben las, dachte ich an Bernardis (sic!) und fragte mich, ob es nicht eine der Tatsachen sein könnte, die er mir in seiner temperamentvollen Art geschildert hatte.“
Kodré war also eindeutig in die Planungen der Verschwörer durch Bernardis eingeweiht. Dennoch gab er unter Umgehung des Befehlshabers Esebeck das Stichwort sofort an Hauptmann Carl Szokoll weiter, um „Walküre“ im gesamten Wehrkreis auszulösen, während er selbst sich um die höheren Dienstgrade kümmerte und diese zu sich in das Wehrkreiskommando einlud. Dabei gelang es ihm, den Höheren SS- und Polizeiführer Rudolf Querner davon abzuhalten, seine Verbände gegen den Umsturzversuch einzusetzen. Querner schaute sich nämlich nicht einmal die Fernschreiben an, sondern verließ sich einfach auf die Aussagen Kodrés. Daher konnte ihm die falsche Unterschrift durch Witzleben auch nicht auffallen. Die daraus resultierende Passivität der SS im Wehrkreis war eine unbedingte Voraussetzung für das Gelingen des Staatsstreichs. Die schwachen „Walküre“-Alarmverbände hätten in Wien – sowie in anderen Wehrkreisen auch – bei einem Eingreifen der Waffen-SS keine Chance gehabt, das „Unternehmen Walküre“ durchzuführen. Esebeck billigte nachträglich die getroffenen Maßnahmen.
Diese „Ungereimtheiten“ bei der Walküre-Auslösung in Wien führten bald zur Verhaftung Kodrés durch die Gestapo. Nach der Einzelhaft in Wien wurde er in ein „Lager nach Fürstenberg in Mecklenburg“ transferiert. Vom Ehrenhof in Berlin wurde er vom Tatbestand der Mitwisserschaft lediglich aus Mangel an Beweisen freigesprochen.
Kodré wurde nach dem Freispruch zunächst auf freien Fuß gesetzt. Im November 1944 wurde er erneut verhaftet und war bis Jänner 1945 in Einzelhaft im Wiener Polizeigefangenenhaus.

### Im KZ Mauthausen
Am 3. oder 4. Jänner 1945 wurde Kodré ins KZ Mauthausen überstellt. Zunächst arbeitete er als „politischer Häftling“ in der Wäscherei. Im April wurde er als „Ehrenhäftling“ eingestuft und mit den anderen Ehrenhäftlingen im bereits geräumten Lagerbordell untergebracht. Um den 1. Mai 1945 wurde Kodré auf persönliche Anordnung des Lagerkommandanten Franz Ziereis in den Arrestbau überstellt, weil die SS „in den nächsten Tagen das Lager verlassen“ werde und für Kodré als hoher deutscher Offizier die Gefahr bestünde, „von den Ausländern erschlagen zu werden“.
Am Abend des 5. Mai 1945 übernahm Kodré auf Ersuchen von Heinrich Dürmayer, dem Vorsitzenden des Internationalen Komitees, das Kommando über die bewaffneten Häftlinge, um „zu verhindern, dass die SS oder auch die Wehrmacht […] in das Lager zurückkehrte und vielleicht unter den Häftlingen ein Massaker anrichten könnte“.
Am 6. Mai um 3:30 Uhr übergab er das Kommando dem sowjetischen Major Andrej Pirogow. Am 15. Mai 1945 verließ Kodré Mauthausen. Er ging nach Linz zu seiner Schwester, wurde weder von den Sowjets noch von den Amerikanern verhaftet und verblieb auf freiem Fuß.

### Nach dem Krieg
Kodrés Opferfürsorgeantrag vom 6. April 1946, in dem er sich ausdrücklich zu seiner Widerstandstätigkeit bekennt, wurde wegen seiner Mitgliedschaft in der NSDAP abgelehnt.
Er arbeitete zunächst in der Lambacher Flachsspinnerei in Linz.
1955 veröffentlichte er in den Oberösterreichischen Nachrichten eine sehr kritische Artikelserie über „Probleme des Bundesheeres“, in der er die Parteipolitik im Heer der Ersten Republik scharf kritisierte, weshalb sie durch politische Interventionen gestoppt wurde. Die angestrebte Übernahme in das neue Bundesheer scheiterte.
Im Jahr 1958 erhielt Kodré eine Stelle als Zivilschutzreferent im Innenministerium.
1964 ging er in Pension. Am 22. Mai 1977 starb er in Linz.

## Verwandtschaft
Heinrich Kondrés Onkel, Franz Kodré, war Direktor des Zuchthauses Stein an der Donau und wurde am 6. April 1945 von Angehörigen der Wehrmacht und der Waffen-SS im Zuge eines dort verübten Massakers auf Befehl von Gauleiter Jury standrechtlich erschossen. Man warf ihm vor, die von ihm angeordnete Freilassung aller Häftlinge hätte eine Revolte ausgelöst. Durch das rücksichtslose Eingreifen der Exekutivkräfte verloren neben Kodré bis zu 500 Insassen ihr Leben.

## Film
- Im Fernsehfilm „Operation Walküre“ wurde Kodré von Bert Fortell dargestellt.